# 板屋町 (浜松市)
板屋町（いたやまち）は静岡県浜松市中央区の町名。丁番を持たない単独町名である。住居表示未実施。

## 地理
浜松市中央区の中心部に位置する。東で中央三丁目、西で田町及び旭町、南で砂山町、北で中央一丁目及び東田町と接する。

### 学区
- 浜松市立東小学校
- 浜松市立八幡中学校

## 歴史
板屋町は江戸時代の浜松宿下における城を維持するための職人と商人の町で、職業ごとに町が構成され、城の御用を務める無役町のうちの1町であったことに端を発する。

### 沿革
- 1882年（明治15年） - 板屋町から浜松板屋町に町名変更を行う。
- 1889年（明治22年）4月1日 - 町村制の施行により、敷知郡浜松板屋町が周辺の町村と合併して敷知郡浜松町となる[WEB 7]。旧町名は浜松町の大字として残る[書籍 2]。
- 1896年（明治29年）4月1日 - 郡制の施行により、浜松町の所属郡が浜名郡に変更となる。
- 1911年（明治44年）7月1日 – 浜松町が市制施行して浜松市となる。
- 1925年（大正14年）5月1日 -  地籍整理により、大字板屋から板屋町に町名変更を実施。また、大字北馬込・大字本馬込・大字伝馬・大字肴・大字新の各一部を編入。さらに、一部を松江町へ編入[書籍 3]。
- 2006年（平成18年）3月1日 - 住居表示の実施に伴い、八幡町・常盤町・東田町・早馬町・板屋町・野口町・馬込町の各一部を合わせて中央一丁目が、馬込町・新町・松江町・板屋町の各一部を合わせて中央三丁目が成立[WEB 8]。
- 2007年（平成19年）4月1日 - 浜松市が政令指定都市となる。板屋町は中区の一部となる。
- 2020年（令和2年）1月1日 - 地区名を「東地区」から「アクト地区」に変更[WEB 9]。
- 2024年（令和6年）1月1日 - 浜松市の行政区再編により、板屋町は中央区の一部となる。

## 施設
- アクトシティ浜松
  - ハローワーク浜松アクトタワー庁舎
  - 杏林堂薬局 本社
  - エンケイ 本社
  - セキスイハイム東海 本社
  - ヒーローズホールディングス 本社
  - 第一生命浜松支社
  - ジブラルタ生命浜松支社
  - プルデンシャル生命浜松支社
  - 積水ハウス浜松支店
  - 大和ハウスリアルティマネジメント中部支店浜松営業所
  - エイチ・アイ・エス浜松営業所
  - 東海道シグマ浜松支店
  - パナソニック システムネットワークス開発研究所 浜松拠点
  - NOK浜松支店
  - 岡谷鋼機浜松支店
  - 加賀電子浜松営業所
- ホテルオークラアクトシティ浜松
- ホテルクラウンパレス浜松
- 一条タワー
- 浜松市いきいきプラザ中央（ふれあい交流センターいたや）
- 浜松アクトシティ内郵便局
- 静岡中央銀行浜松中央支店
- 浜松いわた信用金庫板屋町支店
- 学校法人名古屋大原学園浜松キャンパス（大原簿記医療観光専門学校浜松校・大原法律公務員専門学校浜松校・大原ホテル・トラベル・ブライダル専門学校）
- 学校法人ミズモト学園東海調理製菓専門学校
- ホテルアセントプラザ浜松
- 公益財団法人浜松市文化振興財団
- セブン-イレブン（浜松板屋町店、浜松イーストタウン店）
- ファミリーマート浜松アクトシティ店

## 郵便番号
浜松アクトタワー内については別途郵便番号が割り振られている。
| 浜松アクトタワー内の郵便番号               |
| ------------------------------------------ |
| 430-7701（浜松アクトタワー1階）            |
| 430-7702（浜松アクトタワー2階）            |
| 430-7703（浜松アクトタワー3階）            |
| 430-7704（浜松アクトタワー4階）            |
| 430-7705（浜松アクトタワー5階）            |
| 430-7706（浜松アクトタワー6階）            |
| 430-7707（浜松アクトタワー7階）            |
| 430-7708（浜松アクトタワー8階）            |
| 430-7709（浜松アクトタワー9階）            |
| 430-7710（浜松アクトタワー10階）           |
| 430-7711（浜松アクトタワー11階）           |
| 430-7712（浜松アクトタワー12階）           |
| 430-7713（浜松アクトタワー13階）           |
| 430-7714（浜松アクトタワー14階）           |
| 430-7715（浜松アクトタワー15階）           |
| 430-7716（浜松アクトタワー16階）           |
| 430-7717（浜松アクトタワー17階）           |
| 430-7718（浜松アクトタワー18階）           |
| 430-7719（浜松アクトタワー19階）           |
| 430-7720（浜松アクトタワー20階）           |
| 430-7721（浜松アクトタワー21階）           |
| 430-7722（浜松アクトタワー22階）           |
| 430-7723（浜松アクトタワー23階）           |
| 430-7724（浜松アクトタワー24階）           |
| 430-7725（浜松アクトタワー25階）           |
| 430-7726（浜松アクトタワー26階）           |
| 430-7727（浜松アクトタワー27階）           |
| 430-7728（浜松アクトタワー28階）           |
| 430-7729（浜松アクトタワー29階）           |
| 430-7730（浜松アクトタワー30階）           |
| 430-7731（浜松アクトタワー31階）           |
| 430-7732（浜松アクトタワー32階）           |
| 430-7733（浜松アクトタワー33階）           |
| 430-7734（浜松アクトタワー34階）           |
| 430-7735（浜松アクトタワー35階）           |
| 430-7736（浜松アクトタワー36階）           |
| 430-7737（浜松アクトタワー37階）           |
| 430-7738（浜松アクトタワー38階）           |
| 430-7739（浜松アクトタワー39階）           |
| 430-7740（浜松アクトタワー40階）           |
| 430-7741（浜松アクトタワー41階）           |
| 430-7742（浜松アクトタワー42階）           |
| 430-7743（浜松アクトタワー43階）           |
| 430-7744（浜松アクトタワー44階）           |
| 430-7745（浜松アクトタワー45階）           |
| 430-7790（浜松アクトタワー地階・階層不明） |

## 交通

### バス
- 遠鉄バス２早出線、48和合西山線、74・77・78蒲線、73・75・76笠井線、80中ノ町磐田線：（浜松駅 - ）広小路（ - 早出上公園／イオンモール浜松市野／産業展示館／笠井上町／中ノ町・磐田営業所 方面）
- 遠鉄バス 90・96掛塚線：（浜松駅 - ）アクトシティ（ - 掛塚・豊浜郵便局 方面）

### 道路
- 浜松市道曳馬中田島線（広小路）

## その他

### 警察
警察の管轄区域は以下の通りである。
| 番・番地等 | 警察署         | 交番・駐在所 |
| ---------- | -------------- | ------------ |
| 全域       | 浜松中央警察署 | 浜松駅前交番 |

### 消防
消防の管轄区域は以下の通りである。
| 番・番地等 | 消防署   | 本署/出張所 |
| ---------- | -------- | ----------- |
| 全域       | 中消防署 | 相生出張所  |

### 書籍
1. ↑  『浜松市史 ニ』浜松市役所、1971年3月31日、93頁。
2. ↑  『浜松市史 三』浜松市役所、1980年3月26日、177頁。
3. ↑  『浜松市史 三』浜松市役所、1980年3月26日、355,356頁。

### WEB
1. ↑  “h02_22.csv”.   総務省 (2022年2月10日). 2024年10月4日閲覧。
2. ↑  “chuouku_menseki.xlsx”.   浜松市 (2024年3月12日). 2024年10月4日閲覧。
3. ↑  “静岡県 浜松市中央区 板屋町（次のビルを除く・浜松アクトタワー）の郵便番号 - 日本郵便”.   日本郵便. 2025年2月15日閲覧。
4. ↑  “市外局番の一覧” (PDF).   総務省 (2022年3月1日). 2024年6月17日閲覧。
5. ↑  “事業所案内及び管轄地域（事務所3件、分室3件）”.   一般社団法人静岡県自動車会議所. 2024年6月17日閲覧。
6. ↑  “住居表示実施状況／浜松市”.   浜松市 (2024年1月4日). 2024年6月17日閲覧。
7. ↑  “historyofcities.pdf”.   静岡県総務部合併推進室・財団法人静岡県市町村振興協会. 2024年10月17日閲覧。
8. ↑  “zissizennzi.pdf”.   浜松市 (2024年1月4日). 2024年6月16日閲覧。
9. ↑  “setaisu-jinkousu_area_r02-01.pdf”.   浜松市 (2020年1月1日). 2024年6月16日閲覧。
10. ↑  “静岡県 浜松市中央区 板屋町浜松アクトタワー（1階）の郵便番号 - 日本郵便”.   日本郵便. 2025年2月15日閲覧。
11. ↑  “静岡県 浜松市中央区 板屋町浜松アクトタワー（2階）の郵便番号 - 日本郵便”.   日本郵便. 2025年2月15日閲覧。
12. ↑  “静岡県 浜松市中央区 板屋町浜松アクトタワー（3階）の郵便番号 - 日本郵便”.   日本郵便. 2025年2月15日閲覧。
13. ↑  “静岡県 浜松市中央区 板屋町浜松アクトタワー（4階）の郵便番号 - 日本郵便”.   日本郵便. 2025年2月15日閲覧。
14. ↑  “静岡県 浜松市中央区 板屋町浜松アクトタワー（5階）の郵便番号 - 日本郵便”.   日本郵便. 2025年2月15日閲覧。
15. ↑  “静岡県 浜松市中央区 板屋町浜松アクトタワー（6階）の郵便番号 - 日本郵便”.   日本郵便. 2025年2月15日閲覧。
16. ↑  “静岡県 浜松市中央区 板屋町浜松アクトタワー（7階）の郵便番号 - 日本郵便”.   日本郵便. 2025年2月15日閲覧。
17. ↑  “静岡県 浜松市中央区 板屋町浜松アクトタワー（8階）の郵便番号 - 日本郵便”.   日本郵便. 2025年2月15日閲覧。
18. ↑  “静岡県 浜松市中央区 板屋町浜松アクトタワー（9階）の郵便番号 - 日本郵便”.   日本郵便. 2025年2月15日閲覧。
19. ↑  “静岡県 浜松市中央区 板屋町浜松アクトタワー（10階）の郵便番号 - 日本郵便”.   日本郵便. 2025年2月15日閲覧。
20. ↑  “静岡県 浜松市中央区 板屋町浜松アクトタワー（11階）の郵便番号 - 日本郵便”.   日本郵便. 2025年2月15日閲覧。
21. ↑  “静岡県 浜松市中央区 板屋町浜松アクトタワー（12階）の郵便番号 - 日本郵便”.   日本郵便. 2025年2月15日閲覧。
22. ↑  “静岡県 浜松市中央区 板屋町浜松アクトタワー（13階）の郵便番号 - 日本郵便”.   日本郵便. 2025年2月15日閲覧。
23. ↑  “静岡県 浜松市中央区 板屋町浜松アクトタワー（14階）の郵便番号 - 日本郵便”.   日本郵便. 2025年2月15日閲覧。
24. ↑  “静岡県 浜松市中央区 板屋町浜松アクトタワー（15階）の郵便番号 - 日本郵便”.   日本郵便. 2025年2月15日閲覧。
25. ↑  “静岡県 浜松市中央区 板屋町浜松アクトタワー（16階）の郵便番号 - 日本郵便”.   日本郵便. 2025年2月15日閲覧。
26. ↑  “静岡県 浜松市中央区 板屋町浜松アクトタワー（17階）の郵便番号 - 日本郵便”.   日本郵便. 2025年2月15日閲覧。
27. ↑  “静岡県 浜松市中央区 板屋町浜松アクトタワー（18階）の郵便番号 - 日本郵便”.   日本郵便. 2025年2月15日閲覧。
28. ↑  “静岡県 浜松市中央区 板屋町浜松アクトタワー（19階）の郵便番号 - 日本郵便”.   日本郵便. 2025年2月15日閲覧。
29. ↑  “静岡県 浜松市中央区 板屋町浜松アクトタワー（20階）の郵便番号 - 日本郵便”.   日本郵便. 2025年2月15日閲覧。
30. ↑  “静岡県 浜松市中央区 板屋町浜松アクトタワー（21階）の郵便番号 - 日本郵便”.   日本郵便. 2025年2月15日閲覧。
31. ↑  “静岡県 浜松市中央区 板屋町浜松アクトタワー（22階）の郵便番号 - 日本郵便”.   日本郵便. 2025年2月15日閲覧。
32. ↑  “静岡県 浜松市中央区 板屋町浜松アクトタワー（23階）の郵便番号 - 日本郵便”.   日本郵便. 2025年2月15日閲覧。
33. ↑  “静岡県 浜松市中央区 板屋町浜松アクトタワー（24階）の郵便番号 - 日本郵便”.   日本郵便. 2025年2月15日閲覧。
34. ↑  “静岡県 浜松市中央区 板屋町浜松アクトタワー（25階）の郵便番号 - 日本郵便”.   日本郵便. 2025年2月15日閲覧。
35. ↑  “静岡県 浜松市中央区 板屋町浜松アクトタワー（26階）の郵便番号 - 日本郵便”.   日本郵便. 2025年2月15日閲覧。
36. ↑  “静岡県 浜松市中央区 板屋町浜松アクトタワー（27階）の郵便番号 - 日本郵便”.   日本郵便. 2025年2月15日閲覧。
37. ↑  “静岡県 浜松市中央区 板屋町浜松アクトタワー（28階）の郵便番号 - 日本郵便”.   日本郵便. 2025年2月15日閲覧。
38. ↑  “静岡県 浜松市中央区 板屋町浜松アクトタワー（29階）の郵便番号 - 日本郵便”.   日本郵便. 2025年2月15日閲覧。
39. ↑  “静岡県 浜松市中央区 板屋町浜松アクトタワー（30階）の郵便番号 - 日本郵便”.   日本郵便. 2025年2月15日閲覧。
40. ↑  “静岡県 浜松市中央区 板屋町浜松アクトタワー（31階）の郵便番号 - 日本郵便”.   日本郵便. 2025年2月15日閲覧。
41. ↑  “静岡県 浜松市中央区 板屋町浜松アクトタワー（32階）の郵便番号 - 日本郵便”.   日本郵便. 2025年2月15日閲覧。
42. ↑  “静岡県 浜松市中央区 板屋町浜松アクトタワー（33階）の郵便番号 - 日本郵便”.   日本郵便. 2025年2月15日閲覧。
43. ↑  “静岡県 浜松市中央区 板屋町浜松アクトタワー（34階）の郵便番号 - 日本郵便”.   日本郵便. 2025年2月15日閲覧。
44. ↑  “静岡県 浜松市中央区 板屋町浜松アクトタワー（35階）の郵便番号 - 日本郵便”.   日本郵便. 2025年2月15日閲覧。
45. ↑  “静岡県 浜松市中央区 板屋町浜松アクトタワー（36階）の郵便番号 - 日本郵便”.   日本郵便. 2025年2月15日閲覧。
46. ↑  “静岡県 浜松市中央区 板屋町浜松アクトタワー（37階）の郵便番号 - 日本郵便”.   日本郵便. 2025年2月15日閲覧。
47. ↑  “静岡県 浜松市中央区 板屋町浜松アクトタワー（38階）の郵便番号 - 日本郵便”.   日本郵便. 2025年2月15日閲覧。
48. ↑  “静岡県 浜松市中央区 板屋町浜松アクトタワー（39階）の郵便番号 - 日本郵便”.   日本郵便. 2025年2月15日閲覧。
49. ↑  “静岡県 浜松市中央区 板屋町浜松アクトタワー（40階）の郵便番号 - 日本郵便”.   日本郵便. 2025年2月15日閲覧。
50. ↑  “静岡県 浜松市中央区 板屋町浜松アクトタワー（41階）の郵便番号 - 日本郵便”.   日本郵便. 2025年2月15日閲覧。
51. ↑  “静岡県 浜松市中央区 板屋町浜松アクトタワー（42階）の郵便番号 - 日本郵便”.   日本郵便. 2025年2月15日閲覧。
52. ↑  “静岡県 浜松市中央区 板屋町浜松アクトタワー（43階）の郵便番号 - 日本郵便”.   日本郵便. 2025年2月15日閲覧。
53. ↑  “静岡県 浜松市中央区 板屋町浜松アクトタワー（44階）の郵便番号 - 日本郵便”.   日本郵便. 2025年2月15日閲覧。
54. ↑  “静岡県 浜松市中央区 板屋町浜松アクトタワー（45階）の郵便番号 - 日本郵便”.   日本郵便. 2025年2月15日閲覧。
55. ↑  “静岡県 浜松市中央区 板屋町浜松アクトタワー（地階・階層不明）の郵便番号 - 日本郵便”.   日本郵便. 2025年2月15日閲覧。
56. ↑  “浜松駅前交番｜静岡県警察”.   静岡県警察 (2024年1月1日). 2024年6月17日閲覧。
57. ↑  “消防署の町別管轄「い」／浜松市”.   浜松市 (2020年3月25日). 2024年6月17日閲覧。